# Natalija Sergejevna Avtonomovová
Natalija Sergejevna Avtonomovová (rusky Наталия Сергеевна Автономова; * 29. června 1945 Rjazaň) je ruská filozofka, vědkyně a překladatelka filozofické literatury. Je odbornicí na evropské filozofické myšlení moderní doby, epistemologii, moderní francouzskou filozofii, psychoanalýzu a překladatelské problémy filozofické literatury.

## Život
V roce 1969 absolvovala filologickou fakultu Moskevské státní univerzity. V roce 1973 obhájila práci kandidáta filozofických věd na téma Filozofické problémy strukturální analýzy v humanitních oborech a v roce 1988 doktorskou práci na téma Racionalita jako teoreticko–kognitivní problém.
Pracuje v Ústavu filozofie Ruské akademie věd (od roku 1973) a na škole vyšších humanitních studií (od roku 1998). V letech 1991 až 2001 vyučovala na řadě evropských univerzit (Paříž, Orleans, Besançon, Lausanne).

## Dílo
- Metafora a porozumění. Tajemství lidského chápání, 1991
- Poznání a překlad, 2008
- Otevřená struktura: Jacobson-Bachtin-Lotman-Gasparov, 2009
- Filozofický jazyk Jacquese Derridy, 2011

Přeložila díla Michela Foucaulta, Léona Chertoka, Jeana Laplancheho, Jacquese Derridy a Patricka Sériota.